# Yogurt gelato
Lo yogurt gelato (anche frozen yogurt, froyo, frogurt o congurt) è un dolce congelato a base di o contenente yogurt o altri prodotti caseari. È simile al gelato, ma con più basso contenuto di grassi (dovuto all'uso di latte, invece di panna) e un po' più aspro.

## Storia
Anche se lo yogurt gelato è stato prodotto fin da almeno gli anni Settanta, esso non è divenuto particolarmente popolare fino agli anni Ottanta. Quando fu introdotto come sana alternativa al gelato tradizionale, era molto diverso dagli yogurt gelati di oggi. I consumatori si lamentavano del sapore acre e della consistenza, simili allo yogurt magro. I produttori cominciarono quindi a lavorare ad una ricetta che i consumatori potessero apprezzare. Ben presto lo yogurt gelato ebbe un ritorno negli anni Ottanta (grazie anche alla storica azienda italiana PreGel che nel 1985 riuscì ad elaborare la ricetta del primo gelato al sapore di yogurt) e raggiunse vendite di 25 milioni di dollari nel 1986. Agli inizi degli anni Novanta, lo yogurt gelato costituiva il 10% del mercato dessert. 

## Produzione
Lo yogurt gelato di solito consiste in solidi del latte, materia grassa del latte, coltura di yogurt, edulcorante, gelatina, sciroppo di mais, coloranti e aromatizzanti. La materia grassa del latte rappresenta circa il 0,5-6% dello yogurt. Aggiunta in quantità inversamente proporzionali alla quantità di solidi del latte, la materia grassa del latte conferisce ricchezza allo yogurt. I solidi del latte costituiscono l'8-14% del volume del yogurt, fornendo lattosio per la dolcezza e proteine per la morbidezza e una maggiore resistenza allo scioglimento.
Zucchero di canna o di barbabietola rappresenta circa il 15-17% degli ingredienti dello yogurt. Oltre ad aggiungere dolcezza, lo zucchero aumenta il volume degli ingredienti solidi nello yogurt, migliorando massa e consistenza. Gelatine animali e vegetali stabilizzano lo yogurt. Stabilizzatori riducono la cristallizzazione e ostacolano lo scioglimento in modo che lo yogurt gelato mantenga una buona consistenza indipendentemente dal trattamento o da variazioni di temperatura.
Lo yogurt gelato può essere fatto in una macchina da gelato, ma di solito le grandi imprese hanno linee di produzione specificamente dedicate alla produzione di yogurt gelati. I prodotti caseari e la gelatina sono combinati e omogeneizzati e poi raffreddati a 90 gradi Fahrenheit (32 gradi Celsius). A questa temperatura, la coltura di yogurt viene aggiunta e la miscela viene raffreddata a 40 gradi Fahrenheit (4 gradi Celsius). Una volta che ha raggiunto la temperatura e la viscosità desiderate, lo yogurt viene lasciato riposare in vasche di maturazione per un periodo massimo di quattro ore.
Edulcoranti, coloranti, aromi sono quindi aggiunti e la miscela di yogurt viene raffreddata tra 20 e 28 gradi Fahrenheit (tra -6 e -2 gradi Celsius). Al fine di creare maggior volume e consistenza, dell'aria viene incorporata nello yogurt mentre la miscela viene agitata. Quando una quantità sufficiente di aria è stata incorporata nel prodotto, lo yogurt viene rapidamente congelato per prevenire la formazione di grandi cristalli di ghiaccio e conservato in un luogo freddo per la spedizione.

## Usi
Lo yogurt gelato è divenuto di uso simile al gelato ed è servito in una grande varietà di gusti e stili. Molte aziende permettono ai clienti la possibilità di aggiungere vari condimenti o di ordinare i loro yogurt gelati in coppette o coni. Alcuni venditori offrono anche varietà senza zucchero. Yogurt gelato prodotti da Red Mango, Pinkberry e Yogorino sono di solito più aspri e vicini alla ricetta originale. Nel mercato attuale lo yogurt gelato viene venduto in negozi chiamati "yogurteria", un settore commerciale in graduale espansione.
Questi negozi non usano tutti lo stesso metodo di produzione ma si distinguono in almeno due categorie (di non facile comprensione per il consumatore): una usa lo yogurt fresco come base per produrre il gelato, quindi non pastorizzando l'elaborato garantisce i fermenti lattici vivi in esso contenuti e l'assenza di lattosio se non vi è stato aggiunto il latte;  l'altra utilizza latte a lunga conservazione o in polvere aromatizzandolo con acido citrico, che funge anche da conservante, e a volte aggiungendo dei fermenti liofilizzati che conferiscono quel sapore acido dello yogurt pur rimanendo l'elaborato un surrogato dello yogurt, perché in contrasto con le direttive nazionali e comunitarie in materia di yogurt, che peraltro non garantisce l'assenza di lattosio.